# Steinbruchs-Berufsgenossenschaft

Das Logo der Steinbruchs-Berufsgenossenschaft

Die Steinbruchs-Berufsgenossenschaft (StBG) war eine gewerbliche Berufsgenossenschaft. Die Hauptverwaltung der von 1885 bis 2010 bestehenden Berufsgenossenschaft befand sich seit 1996 in Langenhagen.
Als deutscher Sozialversicherungsträger betreute sie im Rahmen der gesetzlichen Unfallversicherung bundesweit die Naturstein-Industrie, Kies- und Sand-Industrie, Erdöl- und Erdgas-Industrie, Zement-Industrie, Kalk- und Gips-Industrie, Transportbeton-Industrie, Beton- und Betonfertigteil-Industrie, Asphaltmischwerke und die Recycling-Industrie.

## Sektionen
In den Sektionen befanden sich jeweils die Geschäftsbereiche Entschädigung und Prävention.
- Sektion I (Sitz Nürnberg): Bayern, Baden-Württemberg
- Sektion III (Sitz Bonn): Nordrhein-Westfalen (ohne die Regierungsbezirke Münster und Detmold), Rheinland-Pfalz, Hessen, Saarland
- Sektion IV (Sitz Langenhagen): Niedersachsen, Schleswig-Holstein, Hamburg, Bremen, die Regierungsbezirke Münster und Detmold des Landes Nordrhein-Westfalen
- Sektion VI (Sitz Dresden): Berlin, Brandenburg, Mecklenburg-Vorpommern, Sachsen, Sachsen-Anhalt, Thüringen

Die ehemaligen Sektionen II (Sitz Karlsruhe) und V (Sitz Berlin) wurden in Geschäftsstellen umgewandelt und blieben als Präventionsstandorte bestehen.
Am 1. Januar 2010 schloss sich die Steinbruchs-Berufsgenossenschaft mit der Bergbau-Berufsgenossenschaft, der Berufsgenossenschaft der chemischen Industrie, der Papiermacher-Berufsgenossenschaft, der Lederindustrie-Berufsgenossenschaft und der Zucker-Berufsgenossenschaft zur Berufsgenossenschaft Rohstoffe und chemische Industrie zusammen.